# Рапсовый цветоед
Рапсовый цветоед, или блестяк рапсовый (Meligethes aeneus) — вид жуков-блестянок из подсемейства Meligethinae, распространённый в Европе, Северной Африке, Азии и Северной Америке.
Чёрный с синеватым или зеленоватым отливом жук длиной 1,5—2,7 миллиметров. Зимуют жуки под растительными остатками, на поверхности почвы. Весной появляются очень рано, сначала питаются на цветках различных ранних растений - мать-и-мачехи, одуванчика и т.п., затем переходят на цветки рапса. Самки откладывают внутрь бутонов по 1—8 яиц, средняя плодовитость — 40—50 яиц. Эмбриональное развитие продолжается 4—10 дней, личинки — 15—30, куколки — 10—11 дней. Жуки повреждают тычинки, рыльца; личинки питаются пыльцой, но при численности более 3-х особей на бутон, последние засыхают.